# Rennick-Schelfeis
Koordinaten: 70° 20′ S, 161° 35′ O
Das Rennick-Schelfeis (russisch Шельфовый Ледник Ренник Schelfowy Lednik Rennik) ist ein Schelfeis an der Oates-Küste des ostantarktischen Viktorialands. Es liegt nordöstlich des Serrat-Gletschers und südöstlich des Thompson Point im Gebiet des Rennick-Gletschers. 
Russische Wissenschaftler benannten ihn nach dem gleichnamigen Gletscher. Dessen Namensgeber ist Henry Edward de Parny Rennick (1881–1914), Schiffsoffizier auf der Terra Nova bei der nach dieser benannten Expedition (1910–1913) unter der Leitung des britischen Polarforschers Robert Falcon Scott.